# (37019) 2000 TA61
2000 TA61 (asteroide 37019) é um asteroide da cintura principal. Possui uma excentricidade de 0.19538830 e uma inclinação de 17.49122º.
Este asteroide foi descoberto no dia 2 de outubro de 2000 por LONEOS em Anderson Mesa.